# José Alvalade
José Alfredo Holtreman Roquette (Lisboa, 10 de octubre de 1885-Lisboa, 19 de octubre de 1918) fue el fundador y primer socio del Sporting de Lisboa, un club polideportivo de Portugal.
Nació en el seno de una familia aristocrática cuyo miembro más destacado fue su abuelo Alfredo Augusto das Neves Holtreman, Vizconde de Alvalade. Interesado por el deporte desde su juventud, José formó parte de una asociación deportiva conocida como Campo Grande Football Clube. Pese a su nombre, esta asociación se dedicaba sobre todo a organizar fiestas y bailes. La deriva del club no gustó a Alvalade, quien manifestó en abril de 1906 su intención de crear un equipo exclusivamente deportivo con el apoyo de varios miembros de Campo Grande.
Con el apoyo financiero y logístico del Vizconde de Alvalade, que ejerció como primer presidente, el Sporting Clube de Portugal (Sporting de Portugal) fue fundado el 1 de julio de 1906. José Alvalade figura acreditado como el primer socio fundador, siendo el vicepresidente y gestor de las secciones deportivas. Además fue jugador ocasional de los equipos de fútbol, críquet y tenis de la entidad. En junio de 1910 fue nombrado presidente, cargo que ocupó hasta noviembre de 1912. Dos años después abandonaría la institución por discrepancias con miembros de la junta directiva.
José Alvalade falleció el 19 de octubre de 1918, con tan solo 33 años, víctima de una neumonía. El actual estadio del Sporting ha sido nombrado en su honor.